# Idiacanthus antrostomus
Idiacanthus antrostomus — вид голкоротоподібних риб родини стомієвих (Stomiidae).

## Поширення
Вид поширений на сході Тихого океану на глибині до 1100 м. Вночі піднімається на середню глибину, щоб харчуватися молюсками та дрібною рибою.

## Опис
Риба завдовжки до 38 см, вагою близько 55 г. Самиці вчетверо більші за самиць (до 8 см). Тіло видовжене, змієподібне, чорного кольору. Рот відкривається дуже широко. Зуби довгі, виступають за межі щелеп. На нижній щелепі є довга колючка з фотофором на кінчику, який служить приманкою для здобичі. Світні органи також розташовані вздовж живота.